# Сармьенто (департамент, Чубут)
Департамент Сармьенто  (исп. Departamento de Sarmiento) — департамент в Аргентине в составе провинции Чубут.
Территория — 14563 км². Население — 11396 человек. Плотность населения — 0,80 чел./км².
Административный центр — Сармьенто.

## География
Департамент расположен на юге провинции Чубут.
Департамент граничит:
- на севере — с департаментом Пасо-де-Индиос
- на востоке — с департаментом Эскаланте
- на юге — с провинцией Санта-Крус
- на западе — с департаментом Рио-Сенгер

## Административное деление
Департамент включает 1 муниципалитет:
- Сармьенто

## Важнейшие населенные пункты[3]
| № | Населённый пункт | Населённый пункт (исп.) | Категория | Население чел. (2010) | На карте                        |
| - | ---------------- | ----------------------- | --------- | --------------------- | ------------------------------- |
| 1 | Сармьенто        | Sarmiento               | город     | 10858                 | 45°35′19″ ю. ш. 69°04′06″ з. д. |
| 2 | Буэн-Пасто       | Buen Pasto              | поселок   | 105                   | 45°04′39″ ю. ш. 69°27′34″ з. д. |